# جويل ديكنسون
جويل ديكنسون (بالإنجليزية: Joel Dickinson)‏ هو دي جيه ومنتج أسطوانات ومهندس الصوت وملحن أمريكي، ولد في 7 يوليو 1979 في دي موين في الولايات المتحدة.

## وصلات خارجية
- الموقع الرسمي